# Осипов, Валентин Маркович
Валентин Маркович Осипов (укр. Осіпов Валентин Маркович; 25 августа 1922, Витебск — 8 января 2007, Первома́йск, Николаевская область) — советский военный деятель, гвардии генерал-майор (1963).

## Биография
Валентин Маркович Осипов родился 25 августа 1922 года в городе Витебске Витебского уезда Витебской губернии РСФСР, ныне город — административный центр Витебской области Республики Беларусь. Русский.
В детском возрасте вместе с родителями переехал в Москву.
По окончании 8 классов поступил в Московскую артиллерийскую спецшколу, а оттуда — в Рязанское артиллерийское училище.

### Великая Отечественная война
После окончания училища в апреле 1942 году направлен на Калининский фронт. 22 мая 1942 года назначен командиром взвода оптической разведки 833-го отдельного разведывательного артиллерийского дивизиона 29-й армии.
С 1944 года — помощник начальника разведывательного отдела 5-го артиллерийского корпуса прорыва на 3-м Белорусском фронте. Принимал участие в освобождении Ржева, Орла, Вильнюса, Каунаса. Участник штурма Кенигсберга. День Победы капитан Осипов встретил в Курляндии.
В 1944 или 1945 году вступил в ВКП(б), в 1952 году партия переименована в КПСС.
Летом 1945 года в составе корпуса направлен в Монголию. Через Хинганский перевал перешёл в Маньчжурии. Боевой путь закончил в Порт-Артуре. Командовал 40-й гвардейской танковой дивизией.

### Послевоенная служба
В 1950 году направлен на учёбу в Артиллерийской инженерной академии имени Ф. Э. Дзержинского. В 1953 году переведён в Военную артиллерийскую командную академию. После окончания академии в 1955 году назначен командиром артиллерийского полка в Прибалтийском ВО.
К 1960 году — заместитель командира 4-й гвардейской пушечной артиллерийской Смоленской орденов Суворова и Кутузова дивизии. На базе дивизии сформирована 205-я ракетная бригада. С мая 1960 по 10 марта 1961 года — командир 205-й ракетной бригады (Шадринск, Курганская область). Бригада была преобразована в 18-ю ракетную дивизию. С 10 марта 1961 по октябрь 1962 года — командир 18-й гвардейской ракетной Смоленской орденов Суворова и Кутузова дивизии (Шадринск, Курганская область).
В сентябре-октябре 1962 года 18-я ракетная дивизия в целях оперативной маскировки была передислоцирована в позиционный район 43-й ракетной дивизии (г. Ромны Сумской области Украинской ССР) убывшей под номером 51-й на Кубу. 43-й ракетной дивизии в целях сохранения боевых традиций передавались награды и звания 18-й дивизии. С 8 октября 1962 по август 1965 года — командир 43-й гвардейской ракетной Смоленской орденов Суворова и Кутузова дивизии (Сумская область).
22 февраля 1963 года присвоено воинское звание генерал-майор.
В мае 1965 года назначен первым заместителем командира 9-го отдельного ракетного корпуса (Хабаровск). В июне 1970 назначается заместителем начальника штаба 31-й ракетной армии (Оренбург), с июня 1972 года — начальник 80-го учебного центра ракетных войск (Котовск).

### В запасе
В июне 1979 года по возрасту уволился из Вооруженных сил СССР.
Работал старшим инженером Одесского СМУ треста «Спецэлеватормукамонтаж».
По семейным обстоятельствам переехал в город Первомайск Николаевской области.
Валентин Маркович Осипов скончался 8 января 2007 года. Похоронен на кладбище по ул. Каменномостовской города Первомайска Николаевской области Украины, ныне город входит в Первомайский район той же области.

## Общественная деятельность
Член КПСС. Избирался делегатом XXII съезда КПСС (1961). Был членом бюро Курганского обкома КПСС.
Неоднократно избирался депутатом различных уровней.
Длительное время возглавлял Первомайскую городскую организацию ветеранов войны и труда, затем был её почетным председателем.

## Награды
- Орден Богдана Хмельницкого III степени
- Орден Отечественной войны I степени, 6 апреля 1985 года[4]
- Орден Отечественной войны II степени, 14 мая 1945 года[5]
- Орден Красной Звезды, дважды: 6 февраля 1944 года[6], 1956 год
- Орден «За службу Родине в Вооружённых Силах СССР» II степени, 1975 года
- Орден «За службу Родине в Вооружённых Силах СССР» III степени, 1969 года
- Медали, в том числе
  - Медаль «За боевые заслуги», 16 ноября 1942 года[7]
  - Юбилейная медаль «За воинскую доблесть. В ознаменование 100-летия со дня рождения Владимира Ильича Ленина», 1970 год
  - Медаль «За победу над Германией в Великой Отечественной войне 1941—1945 гг.», 1945 год[8]
  - Медаль «За взятие Кёнигсберга»
- Почетный гражданин города Первомайска[9]

## Семья
Жена Эмма Александровна (?—1999)